# Metropolie Arkalochori, Kastelli a Viannos
Metropolie Arkalochori, Kastelli a Viannos je jedna z metropolií Krétské pravoslavné církve, nacházející se na území Řecka.

## Historie
Metropolie byla založena 20. ledna 2001 z části území Krétské archiepiskopie, metropolie Gortyn a Arkádie a metropolie Petra a Chersonisos.
Prvním metropolitou byl zvolen archimandrita Andreas (Nanakis).